# Валентина Георгиева
Валентина Георгиева е българска състезателка по спортна гимнастика, специализирана в дисциплината прескок.

## Биография
Родена е на 28 юни 2006 г. в София. На 4-годишна възраст започва да тренира художествена гимнастика, но повече ѝ харесва спортната гимнастика и след три години се насочва към нея. Започва да тренира при Филип Янев и продължава при него.
Георгиева е европейска вицешампионка за девойки от 2020 г. Национална шампионка в многобоя от 2018 до 2021 г. Започва да се състезава при жените от 2022 г., когато става седма на финала по прескок на световната купа в Баку. През същата година печели първия си златен международен медал на Osijek World Challenge Cup в Хърватия в прескока, като завършва и седма на земя. В Европейското първенство в Мюнхен през 2022 г. се класира шеста за финала на прескок. В първите си два опита на финала обаче претърпява контузия и не завършва състезанието. На 9 септември 2022 г. се подлага на операция заради увреждане на кръстни връзки и менискус.
След контузията си и година и осем месеца отсъствие тя се завръща през 2024 г. Печели медали от всичките състезания за Световната купа: в Кайро и Котбус печели сребро на прескок, в Баку печели златния медал и квота за Летните олимпийски игри през 2024 г., а в Доха, на финалното състезание от сериите, печели бронз.
На Олимпиадата в Париж се класира на пето място на финала на прескок, като е единствената европейка сред финалистките. Тя става първата представителка на България сред осемте най-добри от 1992 г. насам, когато Силвия Митова е финалистка на земя.
На Европейското първенство в Римини (Италия) през май 2024 г. става вицешампионка на прескок.
През април 2025 г. печели златния медал на прескок на Световната купа в Осиек, Хърватска.

## Успехи
| Година                | Събитие                     | Отборно | Индивидуално многобой | ПР      | УС      | ГР      | ЗМ      |  |
| Младежи               | Младежи                     | Младежи | Младежи               | Младежи | Младежи | Младежи | Младежи |  |
| --------------------- | --------------------------- | ------- | --------------------- | ------- | ------- | ------- | ------- |  |
| 2020                  |                             |         |                       |         |         |         |         |  |
| Европейско първенство | 8                           | 14      | 02                    |         |         |         |         |  |
| Жени                  |                             |         |                       |         |         |         |         |  |
| 2022                  | Световна купа Баку          |         |                       | 7       |         |         |         |  |
| 2022                  | Varna World Challenge Cup   |         |                       | 7       |         |         | 6       |  |
| 2022                  | Osijek World Challenge Cup  |         |                       | 01      |         |         | 7       |  |
| 2022                  | Европейско първенство       |         |                       | DNF     |         |         |         |  |
| 2024                  | Световна купа Кайро         |         |                       | 02      |         |         |         |  |
| 2024                  | Световна купа Котбус        |         |                       | 02      |         |         |         |  |
| 2024                  | Световна купа Баку          |         |                       | 01      |         |         |         |  |
| 2024                  | Световна купа Доха          |         |                       | 03      |         |         |         |  |
| 2024                  | Европейско първенство       |         |                       | 02      |         |         |         |  |
| 2024                  | Летни олимпийски игри Париж |         |                       | 5       |         |         |         |  |
| 2025                  | Световна купа Осиек         |         |                       | 01      |         |         |         |  |

## Награди
- Гимнастичка №1 на Европа за 2024 г. (анкета на Европейската федерация по гимнастика)[11][7]

- „Спортен Икар“ в категорията за „Пробив в световния спорт“ (2024)[12]

- Млад спортист №1 на България (2024)[13]